# Gachantivá
Gachantivá – miasto w Kolumbii, w departamencie Boyacá.